# زبان مادرشوهر
سانسوریا (نام علمی: Dracaena trifasciata) از گیاهان گل‌دار آپارتمانی و همیشه سبز است که در مدارگان آفریقا و جنوب شرقی آسیا می‌روید. ارتفاع این گیاه تا ۱۴۰ سانتیمتر می‌رسد.

## مشخصات
برگهای گیاه از پیرامون ریشه خارج شده و ضخیم و چوبی (فیبری)، شمشیری شکل، کشیده یا استوانه‌ای، با اختلاف ارتفاع می‌باشند.
رنگ آنها سبز روشن است و در کناره نوار سفید یا سبز تیره یا کم رنگتر وجود دارد. سانسوریا رشد نسبتاً کندی دارند.
گل‌های آن خیلی کوچک بوده و در سنبله به وجود می‌آیند. رنگ آنها سفید متمایل به سبز و کاملاً معطر است. ظهور گل‌ها در آب و هوای ملائم و منحصراً در فصول مناسب است. این گل‌ها به بی آبی بسیار مقاوم هستند و در زمستان تا حرارت ‎۷–۱۰ درجه سانتی گراد را به خوبی تحمل می‌کند.

## ازدیاد
ازدیاد گیاه توسط تقسیم بوته در آخر زمستان و بهار یا تهیه قلمه برگی به طول ۸ سانتیمتر است. ازدیاد از طریق تقسیم برگ موجب می‌شود نوارهای زرد رنگی که در سر تا سر دو طرف طول برگ امتداد دارد از بین بروند. بهترین روش ازدیاد از طریق پاجوش در اواخر بهار تا میانه تابستان است که گیاه در مقابل جابه‌جایی مقاوم است.